# Seán Fortune
Seán Fortune (* 1954 in Gorey; † 13. März 1999) war ein Priester der römisch-katholischen Kirche in Irland, der seine Position ausnutzte, um Zugang zu Kindern zu finden und sie sexuell zu missbrauchen.
Bereits während seiner Ausbildung im St Peter’s College in Wexford, Bistum Ferns, wurde Fortune tätlich, aber es ist nicht klar, ob das Bistum davon Kenntnis hatte, wie der Ferns Report festhält. In Dublin betrieb Fortune ein Geschäft mit Medien zum Thema Öffentlichkeitsarbeit.
Fortune war als Geistlicher in den Ortschaften Fethard-on-Sea in County Wexford, in Belfast and in Dundalk tätig. An allen drei Orten wurden Beschwerden erhoben. Schreiben an Bischof Donal Herlihy und seinen Nachfolger Brendan Comiskey blieben wirkungslos.
Zu den Opfern zählte der spätere Politiker Colm O’Gorman, der 1995 aktiv wurde. Er erhielt von der Kirche später 300.000 Euro Entschädigung.
Sean and Sheila Cloney fassten eine Reihe von Fällen zusammen. Fortune wurde wegen 66 Fällen von sexuellem Missbrauch bezüglich 29 Opfern angeklagt. Am 13. März 1999 tötete Fortune sich mit einem Gemisch aus Medikamenten und Alkohol selbst.
Die Dokumentation Suing the Pope, von der BBC im März 2002 ausgestrahlt, setzte sich mit dem Fall Seán Fortune auseinander.
“The Catholic Church did not tell the locals that Fr Fortune was a brutal, predatory paedophile. They organised delegations to two Bishops – wrote to the Papal Nuncio and the Vatican. The church promised it would do something. It never did.”
„Die katholische Kirche sagte den Einheimischen nicht, dass Bruder Fortune ein brutaler, räuberischer Pädophiler war. Sie organisierten Delegationen zu zwei Bischöfen, schrieben an den päpstlichen Gesandten und an den Vatikan. Die Kirche versprach, sie würde etwas unternehmen. Sie tat es nie.“
Der Ferns Report berichtet, dass sich zwei seiner Opfer später das Leben nahmen.